# Фосфорний боєприпас

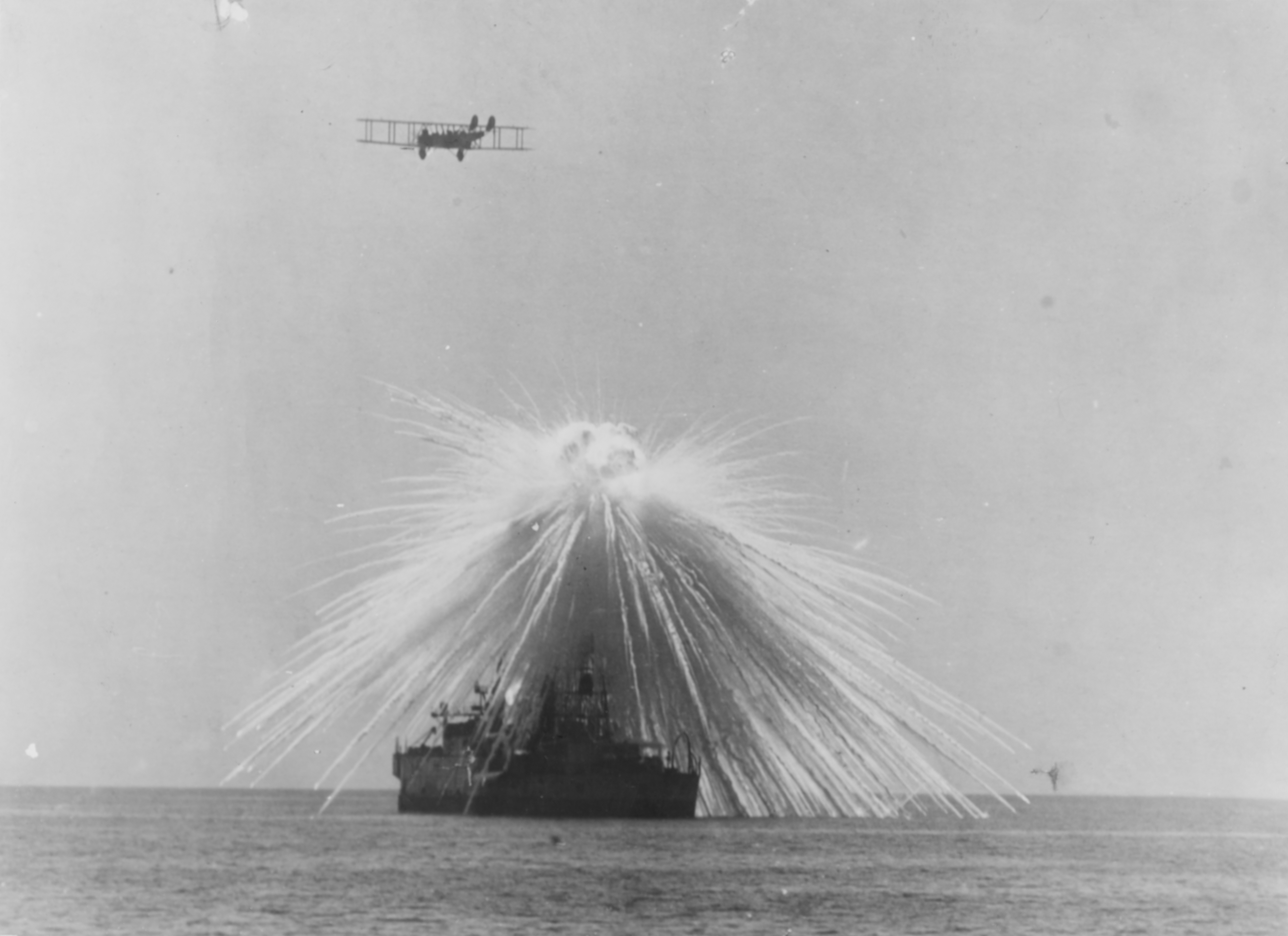
Вибух фосфорної бомби над американським додредноутом «Алабама». Проект «B». 1921

Фосфорні боєприпаси — тип запальних або димових боєприпасів, споряджених білим фосфором. Існує декілька видів подібної зброї та боєприпасів, у тому числі:
- авіабомби;
- артилерійські снаряди;
- реактивні снаряди (ракети);
- мінометні міни;
- ручні гранати.

Зброя, що містить білий фосфор, поширює запалювальну сполуку, температура горіння якої перевищує 800 °C, значною територією, площа якої може досягати кількох сотень квадратних метрів. Горіння продовжується допоки весь фосфор не вигорить або поки не припиниться доступ кисню. Така зброя може викликати особливо важкі та болісні каліцтва або ж спровокувати повільну та мученицьку смерть. Для лікування таких поранень потрібно залучати спеціально навчений медичний персонал, який під час роботи теж може отримати фосфорні рани.
Ця речовина займається при контакті з повітрям, тому зберігають її у воді. Застосування білого фосфору дає поєднаний ефект — не лише дим і полум'я, а й психологічний шок. За свідченням дослідників, властивою рисою застосування фосфорної бомби є обвуглювання органічних тканин зі збереженням одягу, а у разі вдихання розжареної суміші — випалювання легень. Відстань ураження — до 150 м.
Білий фосфор отримують з апатитів або фосфоритів внаслідок взаємодії з коксом та кремнеземом при температурі 1600°С: Ca3 (PO4) 2 + 5C + 3SiO2 → 2P + 5CO + 3CaSiO3.
Ще:
4HPO3 + 12C → 4P + 2H2 + 12CO
При використанні проти військових цілей, розташованих усередині або в околицях населених областей, зброя, що містить білий фосфор, за міжнародними угодами (Протокол III до Конвенції про конкретні види звичайної зброї), заборонена до застосування. Димові боєприпаси під дію Конвенції не підпадають.

## Застосування
Російські окупанти застосували фосфорні боєприпаси під час російського вторгнення в Україну у містах Попасній Луганської області, Києві, Ірпені Київської області, Нікополі, Бахмуті, Херсоні, Маріуполі та в Харківській і Запорізькій областях.

## Вплив та лікування
Крім прямих поранень, спричинених уламками їх гільз, боєприпаси з білого фосфору (БФ) можуть завдати ушкоджень двома основними способами: опіками та через вдихання парів.

### Горіння

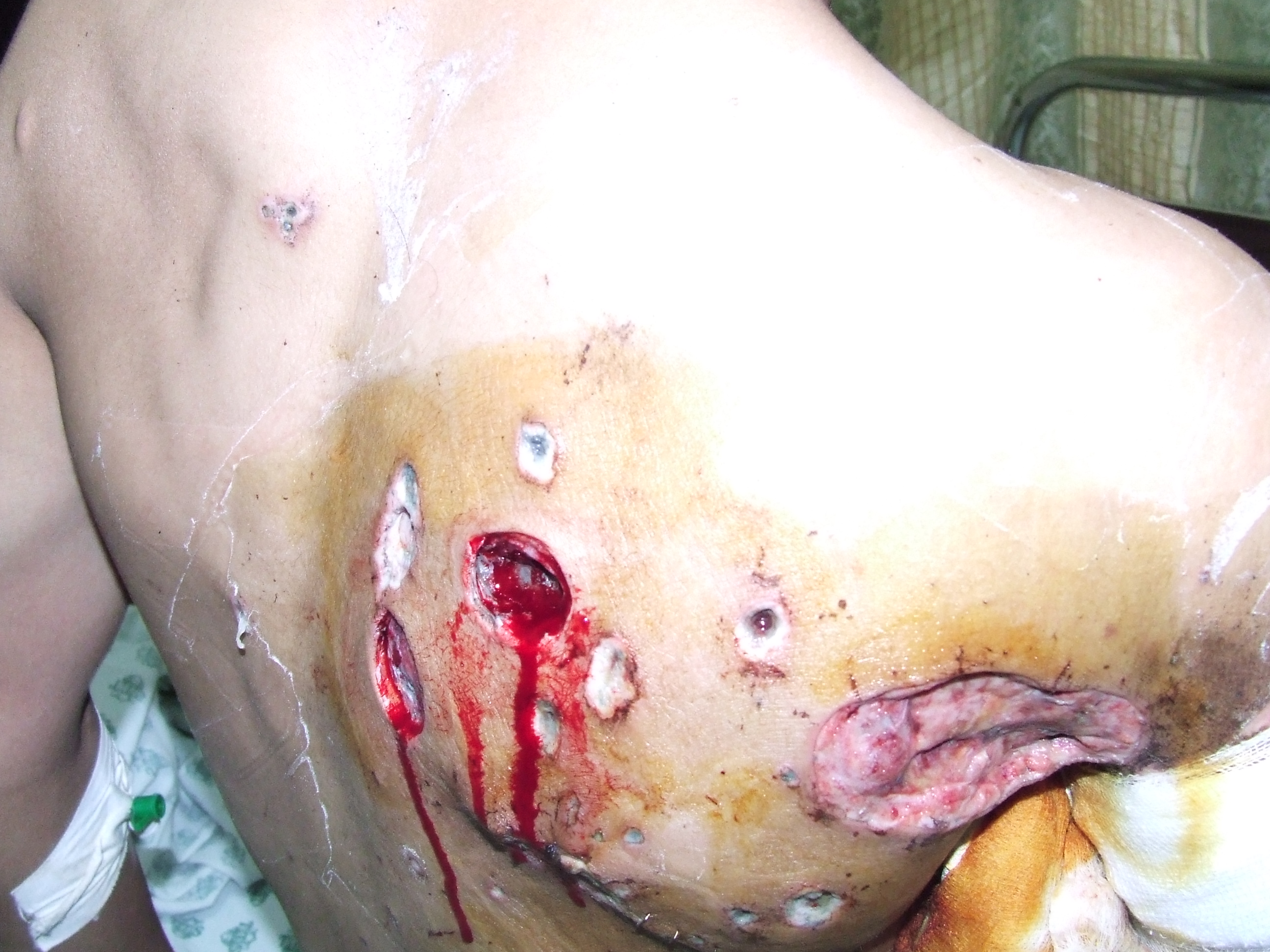
Рани від білого фосфору

Білий фосфор горить за температури до 2760 градусів Цельсія.  Розжарені частинки від боєприпасу, що містив порошкоподібний білий фосфор, викликають глибокі часткові та розлогі опіки, як і будь-які випадки поводження з палаючими суббоєприпасами без захисного обладнання. Проте, фосфорні опіки мають підвищений ризик смертності через всмоктування фосфору в організм крізь обпечену ділянку тіла у разі тривалої дії, що може призвести до ураження печінки, серця і нирок, а в деяких випадках і поліорганної недостатності. Частинки білого фосфору продовжують горіти до повного їх витрачання, якщо вони не позбавлені доступу кисню. У разі використання зброї із просоченими фосфором повстяними суббоєприпасами, може відбуватися неповне їх вигоряння, внаслідок чого до 15 % вмісту БФ залишається незгорілим. Такі суббоєприпаси можуть виявитися небезпечними, оскільки вони здатні до мимовільного повторного займання, якщо їх розчавить пішохід або транспортні засоби. У деяких випадках нівечення обмежуються ділянками відкритої шкіри, оскільки менші частинки БФ зазвичай не пропалюють особистий одяг цілком.
Через пірофорну природу БФ, проникні поранення негайно лікують шляхом придушення рани яка жевріє водою, вологою тканиною або вологою землею (глиною), ізолюючи її від кисню, доки не можна буде видалити часточки фосфору: військові зазвичай, роблять це за допомогою багнета або ножа, якщо це можливо. На рану наноситься розчин бікарбонату, щоби нейтралізувати будь-яке накопичення ортофосфатної кислоти, з подальшим видаленням будь-яких залишкових видимих фрагментів: їх легко помітити, оскільки вони світяться в темному середовищі. Застосовується хірургічне очищення навколо рани, щоб уникнути часточок, занадто малих для виявлення (які згодом здатні спричинити системну недостатність) з подальшим лікуванням, як за термічних опіків.

### Вдихання диму
Під час спалювання білого фосфору утворюється гарячий щільний білий дим, котрий складається здебільшого з оксиду фосфору (V) у вигляді аерозолю. Польові концентрації зазвичай нешкідливі, але у разі великих скупчень, дим може викликати тимчасове подразнення очей, слизових оболонок носа та дихальних шляхів. Дим більш небезпечний у закритих приміщеннях, де він може викликати асфіксію та незворотне ураження органів дихання. Для прикладу, Агентство США з реєстру токсичних речовин і захворювань, встановило мінімальний рівень ризику при гострому вдиханні (MRL) для білого фосфорного диму 0,02 мг/м3 — такий же, як і для парів мазуту. Натомість, хімічна зброя іприт — у 30 разів потужніший: 0,0007 мг/м3. Агентство попередило, що дослідження, використані для визначення MRL, були засновані на екстраполяції з випробувань на тваринах і можуть неточно відбивати ризик для здоров'я людей. Немає доведених випадків смертельних уражень лише від вдихання диму в бойових умовах.